# Marco Antonio Adame Castillo
Marco Antonio Adame, né le 6 décembre 1960 à Cuernavaca, Morelos, est un homme politique mexicain. Il est l'actuel gouverneur de l'État mexicain de Morelos depuis le 1er octobre 2006,.